# Guardian of the Spirit/Episodenliste
Diese Liste der Guardian-of-the-Spirit-Episoden enthält alle 26 Episoden der japanischen Anime-Fernsehserie Guardian of the Spirit, die auf dem gleichnamigen Fantasy-Roman von Nahoko Uehashi basiert.
| Nr. | Deutscher Titel             | Originaltitel                                 | Erstausstrahlung Japan | Deutschsprachige Erstausstrahlung (D) |
| --- | --------------------------- | --------------------------------------------- | ---------------------- | ------------------------------------- |
| 1 | Balsa, die Leibwächterin    | Barusa Onna Yōjinbō (バルサ女用心棒)          | 7. Apr. 2007           | 19. Aug. 2012                         |
| Balsa, eine Speerträgerin aus Kanbal, kehrt nach zwei Jahren ins Yogo-Imperium zurück, um dort ihren Speer reparieren zu lassen. Auf dem Weg in die Stadt rettet sie Prinz Chagum das Leben, als dessen Kutsche von einer Brücke in den Fluss stürzt. Daraufhin lässt Chagums Mutter, die Zweite Kaiserin, Balsa in den Zweiten Palast bringen, wo sie die Kriegerin bittet, mit ihrem Sohn zu fliehen und ihn zu beschützen. Der Kaiser selbst trachtet Chagum nach dem Leben, um das gottgleiche Ansehen der kaiserlichen Familie zu wahren, das von dem Prinzen, der von einem Dämon besessen scheint, bedroht wird. Balsa willigt zögernd ein und flieht mit Chagum aus dem Palast. |                             |                                               |                        |                                       |
| 2 | Jäger und Gejagte           | Nigerumono Oumono (逃げるもの 追うもの)       | 14. Apr. 2007          | 19. Aug. 2012                         |
| Balsa hat in Chagums Gemächern Feuer legen lassen, um die Flucht zu verschleiern. Offiziell ist der Prinz in diesem Feuer umgekommen. Die Berater des Kaisers sind überzeugt, dass Chagum von einem Wasserdämon besessen ist, wie er in der offiziellen Gründungsgeschichte des Imperiums erwähnt wird. Nur der Kaiser selbst könne als Nachfahre des Reichsgründers Torgar den Dämon bezwingen und so Yogo vor dem Untergang bewahren, indem er seinen Sohn eigenhändig tötet. Der Heilige Weise schickt deshalb einen Trupp Jäger aus, die den Prinzen finden und zurückbringen sollen.                                                                                               |                             |                                               |                        |                                       |
| 3 | Kampf um Leben und Tod      | Shitō (死闘)                                  | 21. Apr. 2007          | 19. Aug. 2012                         |
| Balsa und Chagum werden außerhalb der Stadt von den vier Jägern angegriffen und kurzzeitig voneinander getrennt. Es gelingt der Kriegerin, die Angreifer abzuwehren, wobei sie jedoch von deren Anführer verwundet wird. Balsa schickt Chagum deshalb alleine zur Hütte des Heilers Tanda und bleibt selbst schwer verletzt zurück. |                             |                                               |                        |                                       |
| 4 | Torogais Brief              | Torogai no Fumi (トロガイの文)                | 28. Apr. 2007          | 19. Aug. 2012                         |
| Tanda, der Balsa bereits seit ihrer beider Kindheit kennt, bringt die schwer verletzte Kriegerin in seine Hütte und behandelt dort ihre Wunden. Im kaiserlichen Palast wird Chagums Lehrer Shuga vom Heiligen Weisen mit der Aufgabe betraut, in einem geheimen Archiv der Sterndeuter nach einem Weg zu suchen, den Prinzen von dem Dämon zu befreien, ohne ihn töten zu müssen. |                             |                                               |                        |                                       |
| 5 | Die Blaue Hand              | Hisaku, Aoi Te (秘策、青い手)                 | 5. Mai 2007            | 26. Aug. 2012                         |
| Tandas Meisterin, die aus dem Volk der Yaku stammende Schamanin Torogai, erkennt, dass Chagum das Ei eines Wassergeistes in sich trägt, aus dem sich ein Wasserdämon entwickeln könnte, der möglicherweise eine große Dürre über das Land bringen würde. Der kaiserliche Hof veranstaltet eine Trauerzeremonie für den offiziell verstorbenen Chagum und veranlasst eine groß angelegte Suche nach Balsa, die für den Tod des Prinzen verantwortlich sein soll. |                             |                                               |                        |                                       |
| 6 | Tod in den Augen            | Aogiri ni Shisu (青霧に死す)                  | 12. Mai 2007           | 26. Aug. 2012                         |
| Durch ein Ablenkungsmanöver gelingt es Balsa, die kaiserlichen Jäger, die ihnen nach wie vor folgen, in mehrere Gruppen zu trennen. Dennoch werden die beiden auf dem Weg nach Kanbal im Aogiri-Gebirge von zwei Jägern aufgespürt. Auf der Flucht vor den Verfolgern reißt ein großer Wolf Balsa und Chagum in einen Abgrund, woraufhin die Jäger sie für tot halten. Der Angriff des Wolfes war jedoch eine von Torogai inszenierte Täuschung. |                             |                                               |                        |                                       |
| 7 | Chagums Entscheidung        | Chagumu no Ketsui (チャグムの決意)            | 19. Mai 2007           | 26. Aug. 2012                         |
| Balsa und Chagum kehren heimlich in das Yogo-Imperium zurück und lassen sich in einer alten Wassermühle auf dem Land nieder, um sich dort bis zum kommenden Frühjahr zu verbergen. |                             |                                               |                        |                                       |
| 8 | Der Schwertschmied          | Katana Kaji (刀鍛冶)                          | 26. Mai 2007           | 26. Aug. 2012                         |
| Balsa und Chagum suchen einen Schwertschmiedemeister auf, um für Balsas Speer eine neue Klinge anfertigen zu lassen. Dieser weigert sich jedoch zunächst, da Balsa sich gegen den kaiserlichen Hof gestellt hat. Als zwei der Jäger zu dem Schmied kommen, um Schwerter abzuholen, verbergen sich Balsa und Chagum in einem Nebenraum. Indem er ihnen die Geschichte eines Kriegers erzählt, erfährt der Schmied von den Jägern, dass Balsa keinen ihrer Verfolger getötet hat und somit einem Schwur treu geblieben ist, den sie einst geleistet hat. Als die Jäger gegangen sind, willigt der Schmied deshalb ein, eine neue Klinge für Balsas Speer zu schmieden.                    |                             |                                               |                        |                                       |
| 9 | Shugas Durst                | Kawaki no Shuga (渇きのシュガ)                | 2. Juni 2007           | 2. Sep. 2012                          |
| Chagums ehemaliger Lehrer Shuga bemüht sich herauszufinden, warum das Zeichen, das eine bevorstehende Dürre ankündigt, trotz Chagums Tod noch nicht verschwunden ist. |                             |                                               |                        |                                       |
| 10 | Erde und Held               | Tsuchi to Eiyū (土と英雄)                     | 9. Juni 2007           | 2. Sep. 2012                          |
| Balsa bittet den Waisenjungen Tōya, Chagum besser mit der Lebensweise der Stadtbewohner vertraut zu machen und ihm Handeln und Feilschen beizubringen. Dabei treffen die beiden auf drei Männer, die ein abgekartetes Glücksspiel betreiben. Als Chagum den Betrug durchschaut, beschließt er den Männern eine Lektion zu erteilen und den Betrogenen ihr verlorenes Geld wieder zu beschaffen. |                             |                                               |                        |                                       |
| 11 | Blumenwein für Tanda        | Hanazake o Tanda ni (花酒をタンダに)          | 16. Juni 2007          | 2. Sep. 2012                          |
| Die Seele von Tōyas Freundin Saya hat ihren Körper verlassen, da das Mädchen unglücklich über eine Hochzeit ist, die für sie und den Sohn eines Reishändlers arrangiert wurde. Tanda holt Sayas Seele mit einem „Seelenruf“ zurück. Allerdings hat er nun seinerseits Schwierigkeiten, in den eigenen Körper zurückzukehren. Erst mit Chagums und Balsas Hilfe gelingt ihm schließlich die Rückkehr. |                             |                                               |                        |                                       |
| 12 | Das Sommersonnenwendfest    | Geshimatsuri (夏至祭)                         | 23. Juni 2007          | 2. Sep. 2012                          |
| Chagum fordert einen Jungen aus Lota, der den Kaiser beleidigt hat, zu einem Rucha-Wettkampf beim Sonnenwendfest heraus. Obwohl Chagum gewinnt, will sich der Junge nicht entschuldigen. Balsa fordert darum dessen Vater heraus, als dieser in dem Streit Partei für seinen Sohn ergreift. Sie besiegt den Mann, woraufhin sich der Junge bei Chagum entschuldigt. |                             |                                               |                        |                                       |
| 13 | Weder Mensch noch Tiger     | Hito de naku, Tora de naku (人でなく虎でなく) | 30. Juni 2007          | 9. Sep. 2012                          |
| Ein alter Rivale, dem Balsa einst eine demütigende Niederlage beigebracht hat, hat die Kriegerin auf dem Sonnenwendfest erkannt und will sich nun an ihr rächen. Da er völlig unbeteiligte Reisende mit in den Konflikt hineinzieht, stellt sich Balsa dem Mann und kann ihn schließlich besiegen. Sie glaubt danach ihrem Schwur untreu geworden zu sein, nie mehr ein Leben zu nehmen, da sie den Besiegten zunächst irrtümlich für tot hält. |                             |                                               |                        |                                       |
| 14 | Der Knoten                  | Musubime (結び目)                             | 7. Juli 2007           | 9. Sep. 2012                          |
| Shuga und die Schamanin Torogai entdecken unabhängig voneinander, dass die offizielle Schöpfungsgeschichte des Yogo-Imperiums, wonach Reichsgründer Torgar zusammen mit acht Kriegern im Aogiri-Gebirge einst einen Dürre bringenden Wasserdämon besiegt hat, nicht den Tatsachen entspricht und nur als Legitimation für den Herrschaftsanspruch der Kaiser dient. Stattdessen könnte das Ei des Wassergeistes, dessen Hüter Chagum ist, das Land vor der bevorstehenden Dürre bewahren. |                             |                                               |                        |                                       |
| 15 | Junger Tod                  | Yōsetsu (夭折)                                | 14. Juli 2007          | 9. Sep. 2012                          |
| Torogai eröffnet Balsa und Tanda, dass Chagums Leben durch den „Eierfresser“ La Lunga bedroht wird, der zur Tagundnachtgleiche im Frühjahr aus der Parallelwelt Nayug kommt. Sie wollen zu einem abgeschiedenen Dorf der Yaku reisen, um dort aus deren Legenden mehr über La Lunga zu erfahren. Im Palast entdeckt Shuga Anzeichen dafür, dass Chagum noch lebt. Er behält dies jedoch zunächst für sich, da er noch keine Beweise hat. Indessen stirbt Kronprinz Sagum, der nach dem vermeintlichen Tod seines jüngeren Bruders unter der schweren Bürde der Thronfolge leidet, an Entkräftung und Kummer.                                                                            |                             |                                               |                        |                                       |
| 16 | Mit vollem Ernst            | Tada Hitasura ni (ただひたすらに)             | 21. Juli 2007          | 9. Sep. 2012                          |
| Shuga und die Jäger finden heraus, dass Chagums und Balsas Sturz in den Abgrund eine Finte war. Der Sterndeuter eröffnet dem Kaiser und dem Heiligen Weisen, dass das Ei des Wassergeistes in Chagum die drohende Dürre verhindern könne. Er macht sich mit Unterstützung der Jäger auf die Suche nach dem Prinzen. Indem sie heimlich Tōya folgen, der Balsa Vorräte liefert, finden die Jäger die alte Wassermühle. |                             |                                               |                        |                                       |
| 17 | Das Wasserrad in Flammen    | Suisha Moyu (水車燃ゆ)                        | 28. Juli 2007          | 16. Sep. 2012                         |
| Shuga begegnet in der Stadt Chagum, kann den Jungen aber nicht mit zurück in den Palast nehmen, da er von Balsa daran gehindert wird. Dabei erfährt Chagum vom Tod seines Bruders Sagum. Zur selben Zeit entdecken die Jäger dank Tōyas unfreiwilliger Hilfe die Wassermühle und legen sich dort auf die Lauer. Um Balsa und Chagum zu warnen, steckt Tōya, der die Verfolger entdeckt hat, die Mühle in Brand. |                             |                                               |                        |                                       |
| 18 | Das alte Dorf               | Inishie no Mura (いにしえの村)                | 4. Aug. 2007           | 16. Sep. 2012                         |
| Balsa, Chagum, Torogai und Tanda reisen zum Yaku-Dorf Tomi, um durch die Legenden der Bewohner mehr über den Wassergeist und über La Lunga zu lernen. Dabei erfährt Chagum mit Schrecken, dass es vermutlich sein Schicksal ist, von La Lunga getötet zu werden. |                             |                                               |                        |                                       |
| 19 | Flucht                      | Chagumu Tōbō (チャグム逃亡)                   | 11. Aug. 2007          | 16. Sep. 2012                         |
| Chagum reißt aus und will zum kaiserlichen Hof zurückkehren, da er hofft, dort vor dem Eierfresser La Lunga in Sicherheit zu sein. Balsa folgt ihm und überredet ihn zu bleiben, indem sie verspricht, ihn mit allen Mitteln zu beschützen. Währenddessen erreichen auch Shuga und die Jäger das Dorf, wo sie die Herausgabe des Prinzen fordern. |                             |                                               |                        |                                       |
| 20 | Zur Höhle des Jägers        | Kariana (狩穴へ)                              | 18. Aug. 2007          | 16. Sep. 2012                         |
| Torogai berichtet Shuga von La Lunga und überzeugt ihn und die Jäger, Chagum weiterhin in Balsas Obhut zu belassen. Shuga kehrt zum Palast zurück, um dort weiter die geheimen Aufzeichnungen der Sterndeuter zu entschlüsseln. Balsa, Chagum, Torogai und Tanda machen sich zur Höhle des Jägers auf, um dort zu überwintern. Um den Jungen, der noch immer mit seinem Schicksal hadert, aus seiner trübsinnigen Stimmung herauszuholen, erzählt Balsa ihm von ihrer Vergangenheit. |                             |                                               |                        |                                       |
| 21 | Jiguro Musa                 | Jiguro Musa (ジグロ·ムサ)                     | 25. Aug. 2007          | 16. Sep. 2012                         |
| Als Balsas Vater am Königshof von Kanbal in eine politische Intrige verwickelt wird, bittet er den befreundeten Speerträger Jiguro mit der jungen Balsa aus Kanbal zu fliehen. Auf dem Weg nach Yogo ist Jiguro gezwungen mehrere seiner Freunde zu töten, die ihrerseits erpresst wurden Jiguro und Balsa zu verfolgen. Nachdem die beiden Nachricht von der Ermordung von Balsas Vater erhalten, unterrichtet Jiguro Balsa in seiner Kampfkunst, damit sie sich verteidigen kann, falls ihm etwas zustoßen sollte. |                             |                                               |                        |                                       |
| 22 | Zeit des Erwachens          | Mezame no Toki (目覚めの季)                   | 1. Sep. 2007           | 23. Sep. 2012                         |
| Mehrere Jahre später muss Jiguro auch die letzten seiner ehemaligen Kameraden töten, als diese Balsa und ihn aufspüren. Als sich einige Zeit später die politischen Verhältnisse in Kanbal zum Guten verändern und Jiguro an einer Krankheit stirbt, schwört Balsa für die acht von ihm getöteten Männer Buße zu tun und genauso viele Leben zu retten. Durch diese Geschichte kann Chagum sein Schicksal leichter akzeptieren und er bittet Balsa darum, ihm das Kämpfen beizubringen. |                             |                                               |                        |                                       |
| 23 | Auf der Jagd nach Sig-Salua | Shigu Sarua o Otte (シグ·サルアを追って)      | 8. Sep. 2007           | 23. Sep. 2012                         |
| Zu Beginn des Frühjahrs wird Chagums Handeln mehr und mehr von dem Ei des Wassergeistes beeinflusst. An einem See treffen er und seine Begleiter wieder mit Shuga und den Jägern zusammen. Mit der Hilfe seiner Beschützer kann der Prinz dem ersten Angriff des Eierfressers La Lunga entgehen. |                             |                                               |                        |                                       |
| 24 | Die letzte Hoffnung         | Saigo no Kibō (最後の希望)                    | 15. Sep. 2007          | 23. Sep. 2012                         |
| Unter der Führung des Eies macht Chagum sich alleine zu dem Ort auf, an dem die Geburt des Wassergeistes stattfinden soll. Balsa, Tanda und die Jäger folgen ihm, stehen unterwegs jedoch plötzlich zwei La Lungas gegenüber. Erst als Tanda einen Weg findet, wie man in die Parallelwelt Nayug eindringen kann, gelingt es der Gruppe eines der Wesen zu töten. |                             |                                               |                        |                                       |
| 25 | Freude                      | Utage (宴)                                    | 22. Sep. 2007          | 23. Sep. 2012                         |
| Balsa und ihre Begleiter finden Chagum und beschützen ihn in der Parallelwelt Nayug vor einer scheinbar endlosen Anzahl von La Lungas, die bei Sonnenaufgang plötzlich spurlos verschwinden. Tanda gelingt es das Ei aus Chagums Körper herauszuholen, sodass der Wassergeist geboren werden kann. |                             |                                               |                        |                                       |
| 26 | Aufbruch                    | Tabidachi (旅立ち)                            | 29. Sep. 2007          | 23. Sep. 2012                         |
| Zurück im kaiserlichen Palast wird Chagum zum Kronprinzen ernannt und als Reinkarnation des Reichsgründers Torgar und somit als Retter des Yogo-Imperiums gefeiert. Balsa, Torogai und Tanda werden vom Kaiser für den Schutz des Prinzen belohnt und brechen danach auf, um nach Hause zurückzukehren. Chagum will mit seinen Freunden davonlaufen, wird aber von Balsa ermutigt, sich stattdessen seiner neuen Aufgabe zu stellen. Die Speerträgerin selbst kehrt nach Kanbal zurück, da sie dort noch eine Aufgabe zu erledigen habe. |                             |                                               |                        |                                       |